# Megascops ingens colombianus
Megascops ingens colombianus är en fågel i familjen ugglor inom ordningen ugglefåglar. Fågeln förekommer på västsluttningar i Anderna i Colombia och nordvästra Ecuador. Fågeln behandlades tidigare genomgående som egen art under det svenska namnet colombiaskrikuv, men DNA-studier visar att den är mycket nära släkt med rostskrikuven (M. ingens) och inkluderas numera där som underart av flera taxonomiska auktoriteter.